# Піднігтьова гематома
Піднігтьова гематома — ушкодження нігтьового ложа, при якому утворюється кровотеча під нігтем. Основними скаргами при такій травму є біль і зміна кольору нігтя. Пошкодження виникає в результаті прямого удару або розтрощення дистальної фаланги, наприклад, защемлення пальця в дверному отворі. Коли кров потрапляє в піднігтьовий простір, вона чинить болючий тиск на нігтьове ложе. Травма також може супроводжуватися переломами дистальної фаланги, відривом нігтя або кінчика пальця. Ця травма часто зустрічається як у дітей, так і у дорослих.

## Причини
В основному таке пошкодження виникає в результаті прямого удару або розтрощення дистальної фаланги, наприклад, защемлення пальця в дверному отворі, автомобільними дверями та ін.
Спортивні заняття, особливо ті, що передбачають різке прискорення (футбол, баскетбол і теніс) або спуск з висоти (біг або піший туризм по пересіченій місцевісті) і погано підібране взуття можуть спровокувати формування піднгітьової гематоми.

## Симптоми
Посттравматична піднігтьова гематома часто є напруженою та викликає біль. Кров збирається під нігтем, набуваючи червонуватого, коричневого, блакитного або сіро-чорнуватого кольору. Кров тисне на нігтьове ложе, викликаючи біль, який може бути пульсуючим і зникає, коли тиск на нігтьове ложе зменшується.

## Діагностика
Лікар повинен оглянути всю структуру нігтя на наявність пошкоджень нігтьової складки та весь палець, оцінити рухову функцію, перевірити чутливість та зробити оцінку кровообігу.
Щоб визначити навність перелому, проводять рентгенограму в декількох проекціях. Ультразвукове дослідження можна використовувати для виявлення розривів нігтьового ложа та переломів дистальної фаланги, наявність яких може свідчити про більш складне відновлення.
Диффернціальний діагноз проводять з меланомою.

## Лікування
Піднігтьові гематоми можуть розсмоктуватися самостійно, без необхідності лікування. Якщо вони гостро болісні, їх можна дренувати.
Більшість піднігтьових гематом можна усунути за допомогою простої трепанації, процедури, яка передбачає створення невеликого отвору в нігті. Дренування гематоми має сенс навіть через декілька днів після травми.
Сучасні рекомендації щодо дренування гострих (менше 48 годин) піднігтьових гематом рекомендують трепанацію, процедуру, коли в нігті робиться отвір для дренування гематоми. Попередні рекомендації полягали у видаленні нігтя при будь-якій гематомі, що перевищує 50 % нігтя або більше 25 % нігтя за наявності перелому. Декілька досліджень показали, що трепанація має однакові косметичні результати та однакову частоту ускладнень у більшості випадків.

### Техніка дренування піднігтьової гематоми
Міцно візьміться за палець та притисніть його до столу. Потреби в знеболенні немає, якщо втручання виконується відповідно до правил. Розігрійте кінчик металічного штифта (наприклад, відкрита скріпка для паперу) до набуття ним червоного кольору та натисніть кінчиком у напрямку перпендикулярно нігтя для його «розплавлювання», щоб дренувати гематому. Іноді необхідно повторно розігрівати штифт 2–3 рази для перфорації товстого нігтя. Як альтернатива, отвір у нігті може бути зроблений шляхом висвердлювання накінечником одноразового скальпеля (леза № 10 або 15). Це швидкий та безболісний метод, але він потребує особливої обережності, щоб лезо не відхилилось у бік.
Альтернативним методом є використання ручного електрокаутера: під кутом 90 градусів до нігтя роблять отвір у цвяху в центральній частині гематоми. Для видалення гематоми можна використовувати капілярну трубку, таку як гепаринізована гематокритна трубка.
Можна використати ін'єкційну голку: поміщають голку 18-го калібру під кутом 90 градусів над центральною ділянкою гематоми та обертають голку, щоб зробити отвір у нігті. За потреби використовують голки меншого калібру для дітей. Якщо використовується голка меншого калібру, може знадобитися просвердлити кілька отворів, щоб забезпечити полегшення.
Очікується, що після створення отвору з гематоми буде витікати кров, усуваючи більшу частину болю пацієнта. Щоб повністю видалити гематому, може знадобитися більше однієї трепанації. Потрібно бути обережним, просуваючись крізь ніготь, щоб уникнути пошкодження нігтьового ложа. Потім перев'яхують місце трепанації нігтя стерильною марлею, щоб пацієнт тримав палець чистим і сухим.

Піднігтьова гематома до дренування
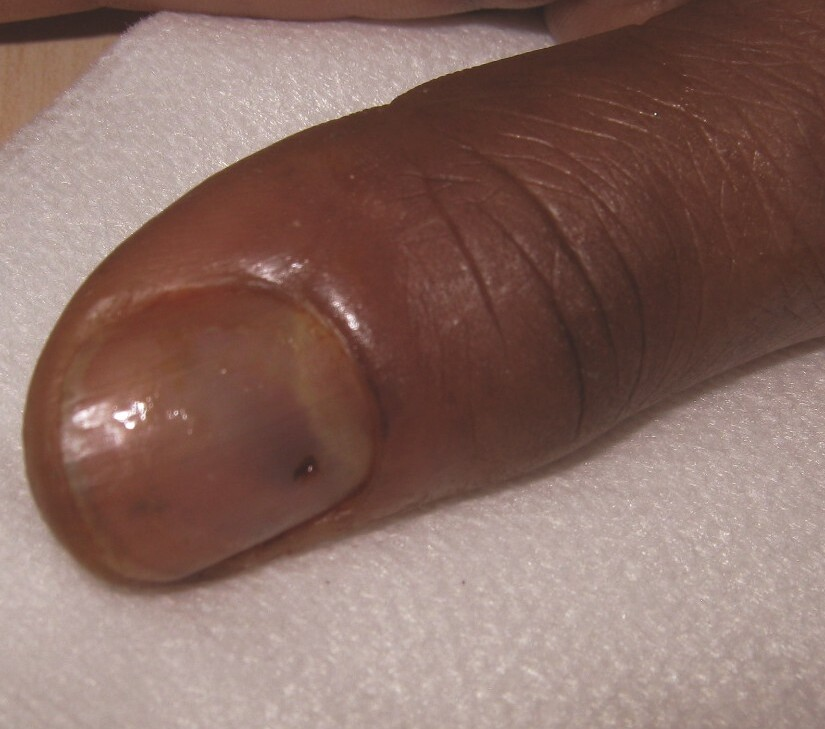
Піднігтьова гематома після дренування (видно отвір після трепанації нігтя)

### Видалення нігтя
Ніготь не потрібно видаляти, якщо він надійно закріплений та не чіпляється за об'єкти, турбуючи пацієнта. У іншому випадку видалення нігтя, зазвичай, виконується за допомогою блокади нервових закінчень або навіть без неї.

### Лікування після трепанації нігтя
Пацієнту надають поради не мочити палець, оскільки це може спричинити занесення бактерій. Також повідомляють пацієнта, що кров може продовжувати сочитися з дірки в нігті протягом 1-2 днів та надають вказівки щодо повторного огляду у разі появи ознак інфекції, таких як місцеве вотепління, почервоніння, збільшення набряку та підвищення температури, а також повторне накопичення гематоми з болем. Переломи дистальної фаланги без зміщення повинні бути шиновані протягом 4 тижнів, після чого пацієнт повинен спостерігатися у фахівця з кистьової реабілітації.

## Ускладнення
Піднігтьовий гнійник (піднігтьовий панарицій) найчастіше є наслідком забитого місця кінцевої фаланги і піднігтьової гематоми, що нагноюється.